# Глюкман, Питер
Сэр Питер Дэвид Глюкман — новозеландский учёный, педиатр. Является одним из основателей и первым председателем Международной сети правительственных научных консультаций, а также президентом Международного научного совета. 

## Научная карьера
Родился в Окленде, учился в Оклендской гимназии, затем обучался педиатрии и эндокринологии в университете Отаго в 1971 году. За этим последовали курсы магистратуры медицинских наук в 1976 году и курсы докторантуры в 1987 году в Оклендском университете.
Он является профессором педиатрии и перинатальной биологии и директором Национального исследовательского центра роста и развития, организованной университетом Окленда, до середины 2009 года. Питер Глюкман работал заведующим кафедрой педиатрии и деканом университета факультета медицины и здравоохранения, а также основатель и директор Института Ligginsa. С 2009 по 2018 год работал главным советником по науке премьер-министра Новой Зеландии.
В 2007 году он был назначен директором программы по изучению роста, развития и обмена веществ Сингапурского Института клинических наук. Он также обладает почетной степенью в Национальном университете Сингапура и Саутгемптонском университете.
В 2009 году он был назначен главным советником по науке премьер-министра Новой Зеландии, и в 2014 году, сопредседателем созданной при Всемирной организации здравоохранения Комиссии по ликвидации детского ожирения (Эхо).
В августе 2014 года в Окленде, Новая Зеландия, он организовал и возглавил научный Совет конференции, созванной международным Советом по науке (МСНС). Это была первая глобальная встреча высокопоставленных научных советников..
Питер Глюкман и Марк Хансон из Оклендского университета в Новой Зеландии выдвинули «гипотезу несоответствия». Ее суть состоит в том, что в развивающемся организме может происходить адаптация к условиям обитания, ожидающимся после рождения. Если прогноз подтверждается, это увеличивает шансы организма на выживание, а если нет, адаптация становится болезнью.
Он единственный новозеландец избранный в институт медицины в США Национальную Академию наук и академию медицинских наук Великобритании.
В 2018 году, Глюкман закончил работать  в должности главного научного советника, и был заменен Джульеттой Джеррард. его срок официально закончился 30 июня, а 5 июля он был избран на должность Президента международного научного Совета  (преемника Международного  совета по науке (на срок 2021-2024) на его первом заседании в Париже.
С 2021 года председатель международного совета по науке.

## Награды
Сэр Питер Глюкман является научным сотрудником Лондонского королевского общества, в 2001, он получил лучшую научную награду Новой Зеландии — медаль Резерфорда.
Был награжден Орденом Новой Зеландии, самым высоким в Новой Зеландии в 2015 году.

## Публикации
- Gluckman, Peter; Hanson, Mark (2005), The Fetal Matrix: Evolution, Development and Disease, Cambridge, UK: Cambridge University Press, ISBN 0-521-83457-0, Дата обращения: 11 декабря 2010 {{citation}}: Указан более чем один параметр |ISBN= and |isbn= (справка); Указан более чем один параметр |author2= and |last2= (справка); Указан более чем один параметр |author= and |last= (справка)
- Gluckman, Peter; Hanson, Mark (2006), Mismatch: Why our world no longer fits our bodies, Oxford: Oxford University Press, ISBN 0-19-280683-1, Дата обращения: 11 декабря 2010 {{citation}}: Указан более чем один параметр |ISBN= and |isbn= (справка); Указан более чем один параметр |author2= and |last2= (справка); Указан более чем один параметр |author= and |last= (справка)
- Gluckman, Peter; Beedle, Alan; Hanson, Mark (2009), Principles of Evolutionary Medicine, Oxford: Oxford University Press, ISBN 978-0-19-923638-1, Дата обращения: 11 декабря 2010 {{citation}}: Указан более чем один параметр |ISBN= and |isbn= (справка); Указан более чем один параметр |author2= and |last2= (справка); Указан более чем один параметр |author3= and |last3= (справка); Указан более чем один параметр |author= and |last= (справка)
- Bateson, Patrick; Gluckman, Peter (2011), Plasticity, Robustness, Development and Evolution, Cambridge: Cambridge University Press, Архивировано 15 декабря 2018, Дата обращения: 25 июля 2014 {{citation}}: Указан более чем один параметр |author2= and |last2= (справка); Указан более чем один параметр |author= and |last= (справка)
- Gluckman, Peter; Hanson, Mark (2012), Fat, Fate & Disease: Why exercise and diet are not enough, Oxford: Oxford University Press, ISBN 978-0-19-964462-9, Архивировано 15 декабря 2018, Дата обращения: 25 июля 2014 {{citation}}: Указан более чем один параметр |ISBN= and |isbn= (справка); Указан более чем один параметр |author2= and |last2= (справка); Указан более чем один параметр |author= and |last= (справка)

## Приложения
1. 1 2 3  Чешская национальная авторитетная база данных
2. ↑  https://www.calendar.auckland.ac.nz/en/university-personnel/professores-emeriti.html
3. ↑  National Centre for Growth and Development, New Zealand. Gravida.org.nz. Дата обращения: 2 июня 2015. Архивировано 8 августа 2015 года.
4. ↑  Office of the Prime Minister's Science Advisory Committee, New Zealand. Pmcsa.org.nz. Дата обращения: 2 июня 2015. Архивировано 10 мая 2015 года.
5. ↑  PM appoints Chief Science Advisor. Beehive.govt.nz (20 мая 2009). Дата обращения: 2 июня 2015. Архивировано 25 мая 2010 года.
6. ↑  WHO | Commission on Ending Childhood Obesity. Who.int. Дата обращения: 2 июня 2015. Архивировано 2 октября 2014 года.
7. ↑  Sato, Yasushi. Building the Foundations for Scientific Advice in the International Context (англ.) // Science & Diplomacy[англ.] : magazine. — 2014. — 22 September (vol. 3, no. 3). Архивировано 25 июля 2018 года.
8. ↑  University of Auckland professor announced as new Chief Science Advisor - The University of Auckland. www.science.auckland.ac.nz. Дата обращения: 21 июля 2018. Архивировано 21 июля 2018 года.
9. ↑  Royal Society Te Apārangi - Sir Peter Gluckman named President-elect of International Science Council. royalsociety.org.nz. Дата обращения: 21 июля 2018. Архивировано 21 июля 2018 года.
10. ↑  Ernest Rutherford – Scientist Supreme. Rutherford.org.nz. Дата обращения: 2 июня 2015. Архивировано 24 сентября 2015 года.
11. ↑  Peter Gluckman | The Governor-General of New Zealand Te Kawana Tianara o Aotearoa. Gg.govt.nz (16 апреля 2008). Дата обращения: 2 июня 2015. Архивировано 3 марта 2016 года.
12. ↑  Queen's Birthday Honours: A nation honours the great and the good. The New Zealand Herald. 1 июня 2015. Архивировано 15 декабря 2018. Дата обращения: 25 июля 2018.